# Вінок з дубового листя
«Вінок з дубового листя» («Virto ąžuolai») — радянський художній фільм 1976 року, знятий режисером Гітісом Лукшасом на Литовській кіностудії.

## Сюжет
За повістю Ю. Балтушіса «Як падали дуби». У литовському хуторі живуть із матір'ю троє синів. Після смерті матері Антанеліс одружується з наймичкою Казіте. Вона любить молодшого брата — Клеменсаса. І вирішує усунути старших братів, заволодіти господарством і вийти заміж за коханого.

## У ролях
- Нійоле Лепешкайте — Казіте (дублювала С. Крючкова)
- Владас Багдонас — Антанеліс (дублював А. Равикович)
- Йонас Пакуліс — Лаурінас (дублював М. Федорцов)
- Юозас Ярушявічюс — Станісловас (дублював І. Єфімов)
- Альфонсас Добкявічюс — Унтуліс (дублював М. Гаврилов)
- Юозас Кіселюс — Клеменсас, наймит (дублював Ю. Демич)
- Арас Лукшас — пастушок (дублював К. Акімов)
- Кароліс Дапкус — священник
- Єва Гурінайте-Паскене — роль другого плану
- Антанас Пікяліс — сусід
- Віолетта Подольскайте — Ельзе
- Костас Сморігінас — Адомеліс («Циган»)
- Казимірас Віткус — батько
- Еугенія Шулгайте — мати
- Міле Шаблаускайте — роль другого плану

## Знімальна група
- Режисер — Гітіс Лукшас
- Сценаристи — Гітіс Лукшас, Віргіліюс Чяпайтіс
- Оператор — Альгімантас Моцкус
- Композитор — Гедрюс-Антанас Купрявічюс
- Художник — Філомена Вайтекунене